# Річард Олперт (Загублені)
Рікардо «Річард» Олперт (англ. Ricardo «Richard» Alpert) — вигаданий персонаж і один з головних героїв американського телесеріалу Загублені. Олперт вперше з'являється у флешбеков Джульєт Берк (Елізабет Мітчелл), де він представляється доктором з біологічної науково-дослідницької компанії під назвою  Mittelos Bioscience ; проте пізніше з'ясовується, що він один з групи корінних мешканців Острова, званих «Інакшими», де він грає роль, яку продюсери серіалу порівняли з роллю Панчен- лами в буддизмі. Головна особливість цього персонажа — він безсмертний (безсмертя дав йому Джейкоб); він однаково виглядав і під час подій після катастрофи рейса 815 в 2004 році, і у флешбек ах, що відносяться до середини 1950-х.
Спочатку з'явився як запрошена зірка в серії «Не в Портленді», Олперт неодноразово з'являється протягом третього сезону, як під флешбеків, так і в подіях на Острові; однак, навесні 2007 року, незадовго до фіналу третього сезону Загублених, Карбонелл підписав контракт на зйомки у головній ролі в іншому серіалі — Очерет, що підставило під сумнів його майбутнє в Загублених. Тим не менш, через страйк сценаристів Очерет був закритий, що дозволило Карбонеллу повернутися для фінальних трьох серій четвертого сезону і декількох в п'ятому. Продюсери Деймон Лінделоф і Карлтон Кьюз підтвердили в січні 2009 року, що Карбонелл підписав контракт на шостий фінальний сезон серіалу, що вийшов в 2010 році. У ньому Олперт був задіяний як член основного акторського складу.

## Створення персонажа
Цей герой отримав своє ім'я на честь Рама Дасса, вродженого Річарда Олперта, що перейшло в індуїзм американського письменника, популярного в 1960-х і 1970-х роках. Продюсер «Загублених» Деймон Лінделоф підтверджував, що Річард названий на честь відомої персони, хоча і не уточнював, на честь кого саме. Нестор Карбонелл спочатку укладав контракт на одну появу як «запрошеної зірки» у серії «Не в Портленді» з можливістю продовження цієї ролі надалі. Після того, як продюсери були задоволені його грою, контракт був продовжений на ще п'ять серій третього сезону. Під час виробництва серії «Людина за ширмою» Карбонелл був зайнятий на зйомках пілотної серії драматичного серіалу «Плантація» для каналу CBS.
Під час зйомок останніх серій третього сезону Карбонелл все так само був зайнятий в роботі на «Плантації». Авторам «Загублених» довелося змінити початковий варіант розвитку сюжету четвертого сезону з урахуванням можливої відсутності Нестора. Незважаючи на бажання актора повернутися до «Загублених» президент CBS Ніна Тасслер виключила ще одну можливість його появи в серіалі. Продовження виробництва «Плантації» було скасовано під час страйку гільдії сценаристів 2007—2008, що звільнило Карбонелла від контракту з каналом CBS. Виконавчий продюсер Карлтон Кьюз назвав цей епізод ненавмисним позитивним наслідком страйку.

## Критика
Після першої появи Річарда Ерін Мартелл з AOL 's TV Squad відзначав своє розчарування тим, що Карбонелл не використав той акцент, який був у нього в "Suddenly Susan ". Джефф Дженсен з Entertainment Weekly був задоволений поверненню Річарда в «Однією з нас», згадавши втіленому Карбонеллом супергероя Літучу Мишу в пародійному ситкомі Тік-герой. Він також писав, що йому "сподобався той сухий спосіб розповісти Джульєт, що він підсипав їй у апельсиновий сік значну кількість транквілізаторів … Його красномовна спокуса була настільки переконлива, що думаю, кожен з нас би випив цей сік ". Кріс Кеработт з IGN писав, що поява Річарда в флешбекі Бена (Майкл Емерсон) в «Людину за ширмою» була «одним з найнесподіваніших одкровень серії, тому що не схоже, щоб Олперт постарів хоч на день за тридцять з гаком років».
Багато рецензентів були задоволені поверненням Річарда в серії «Лихоманка в хатині» після десяти серій відсутності в проекті. Джей Глатфелтер з The Huffington Post назвав його «улюбленцем фанатів» і припустив, що його поява при народженні Джона Локка (Террі О'Квінн) пов'язана з подорожами в часі, це здавалося більш ймовірним, ніж нестаріння. Це виявилося невірним, в серії «Болванка» Локк зустрічався з Річардом за два роки до цієї події. Кеработт назвав це «найбільшим приємним сюрпризом», тому що «він один з найзагадковіших персонажів серіалу і його поява в минулому Локка стало ще однією захоплюючою і шокуючою подробицею». Морін Райан з Chicago Tribune говорила "я відчуваю абсурдну радість, коли Річард Олперт (чудесно моторошний Нестор Карбонелл) з'являється в кадрі. Я просто знаю, що він збирається незабаром відкрити якісь чесноти Dharma Initiative, і сама його присутність підвищує мій рівень сприйняття, і я вже відчуваю, що серія хороша ". Синтія Літтлтон з журналу Variety говорила "Один лише вигляд Річарда доводить мене до сп'яніння. Нестор Карбонелл — фантастичний актор ".